# فرودگاه کوبین
فرودگاه کوبین  (به انگلیسی: Kubin Airport) (به زبان بومی: Moa Island Airport) یک فرودگاه همگانی با کد یاتا KUG است . این فرودگاه در کشور استرالیا قرار دارد و در ارتفاع ۵ متری از سطح دریا واقع شده‌است.

## شرکت‌های هواپیمایی و مقصدهای پروازی
| شرکت‌های هواپیمایی  | مقصدهای پروازی                         |
| ------------------ | -------------------------------------- |
| West Wing Aviation | Badu Island، هرن آیلند، Mabuiag Island |